# Pitcairnia wilburiana
Pitcairnia wilburiana är en gräsväxtart som beskrevs av John F. Utley, Lyman Bradford Smith och Robert William Read. Pitcairnia wilburiana ingår i släktet Pitcairnia och familjen Bromeliaceae.
Artens utbredningsområde är Guatemala. Inga underarter finns listade i Catalogue of Life.